# Los Vélez
Los Vélez és una comarca situada a la província d'Almeria, a Andalusia, la més septentrional. Està formada per Vélez-Blanco, Vélez-Rubio, María i Chirivel. Limita al sud amb les comarques del Valle del Almanzora i el Levante Almeriense. El seu precedent històric és el Marquesat de los Vélez.